# ドン・ジョン
『ドン・ジョン』（Don Jon）は、2013年にアメリカ合衆国で制作されたコメディドラマ映画。ジョセフ・ゴードン＝レヴィットが監督・脚本・主演を務めた。

## ストーリー
"ドン・ジョン"ことジョン・マテーロ・Jrは、そのあだ名の由来のように現代のドン・ファンを体現するイタリア系アメリカ人の若者であり、ニュージャージー州でバーテンダーをして暮らしている。彼の興味は多くはなく、「自身の肉体、自室、愛車、家族、教会、男友達、女友達、ポルノ」である。性生活は活発であったが、性的にはオンラインポルノの視聴による自慰の方が満足度が高かった。「我を忘れることができる」というのがその理由である。
ある晩のこと、2人の親友ボビーとダニーとバーにいたジョンは、バーバラ・シュガーマンに目を留める。バーバラは裕福な家庭の娘で、ジョンのことを気に入ったが、彼との行きずりの関係を断る。ジョンはフェイスブックで彼女を見つけ、食事に誘う。ジョンはバーバラが好む恋愛映画に付き合うが、ありえない絵空事だとして興味を示さない。彼女はジョンがサービス産業から離れて事務職に就くために夜間の授業を聴講するように仕向ける。2人は互いに惹かれ合うが、バーバラはじっくりと愛を育むことを望み、1か月以上も性交渉をしないまま交遊する。
2人はセックスに至るが、ジョンはやはり満足を得られない。彼はバーバラを愛しており、その身体は完璧だと思うものの、ポルノの方がなお満足度が高いということに気付く。バーバラがまだ横になっている間に、ジョンはポルノを鑑賞する。起きてきたバーバラがその現場を目撃し、ショックを受ける。彼女は別れようとするが、ジョンは観ていたことを否定し、友人から送り付けられた悪戯のメールだと言い訳する。
ジョンがポルノを自室外で楽しみ、バーバラからその嗜癖を隠すことで2人の関係は元に戻る。今度は、携帯電話でポルノを鑑賞しているところを教室にいた中年女性のエスターに見つかってしまう。エスターは以前学校の出入り口のところで泣いているのをジョンが目にして声をかけていた関係にあった。ジョンは丁重にエスターとは距離を置こうとする。ジョンとバーバラはお互いを家族に紹介し、ジョンの家族はバーバラをいたく気に入る。エスターはより現実的な性的描写をしていると思うビデオをジョンに貸す。バーバラはそれまで同様、ジョンを支配しようとして、ジョンが自ら好んでしている自室の掃除は家政婦の仕事であって、男の彼がやるべきものではないと主張する。バーバラがジョンのパソコンのブラウザーの履歴を調べ、ポルノ鑑賞を継続していることを突き止めたことで、2人の関係は破局を迎える。
ジョンはバーバラが現れる前の生活に戻ろうとするが、状況は悪化するばかりである。エスターはあきらめずにジョンに関係を求めてきて、ジョンはそれに応えてエスターの車に乗り込みカーセックスを行う。エスターは年齢を重ねた経験に基づく助言を彼にする。エスターはポルノを見ずに自慰してみるようにと言うが、ジョンは自分には不可能なことと自覚する。エスターはジョンが実際のセックスよりもポルノを観ることでより満足するのは、それが一方的な行為であることが原因であると分析する。そして、もしジョンが我を忘れたければ、相手に没入することで達成しなければならない、つまり双方向の経験であると諭す。エスターは夫と息子が交通事故死したことをジョンに明かす。エスターとともに、ジョンは愛情に満ちた性的関係を築く。
ジョンは家族にバーバラとの破局を打ち明ける。彼の両親はがっかりするものの、妹のモニカはけろっとしている。バーバラの支配欲からの付き合いを見抜いていたからである。ジョンはバーバラと再会し、ポルノのことで嘘をついていたことを謝る。バーバラは彼には1つのことしか要求していなかったのにそれを達成できなかったとなじる。それに対してジョンは、彼女からは多くの要求があった、彼女の過大な期待には応えられなかったと反論するものの、バーバラはもう二度と連絡をよこすなと最後まで一方的な要求を口にしてジョンを置き去りにする。
ジョンはエスターとのデートを重ねる。彼女はかなり年上で、2人とも結婚には興味がないものの、ジョンはエスターのことをよく理解し、お互いに我を忘れて没入できるということに疑いを持っていない。

## キャスト
※括弧内は日本語吹替
- ジョン・"ドン・ジョン"・マテーロ・Jr - ジョセフ・ゴードン＝レヴィット（土田大）
- バーバラ・シュガーマン - スカーレット・ヨハンソン（佐古真弓）
- エスター - ジュリアン・ムーア（日野由利加）
- ジョン・マテーロ・Sr - トニー・ダンザ（田中正彦）
- アンジェラ・マテーロ - グレン・ヘドリー（瀬田ひろ美）
- モニカ・マテーロ - ブリー・ラーソン
- ボビー - ロブ・ブラウン（英語版）（山本格）
- ダニー - ジェレミー・リュック（英語版）
- ハリウッド女優#1 - アン・ハサウェイ
- ハリウッド俳優#1 - チャニング・テイタム
- ハリウッド女優#2 - ミーガン・グッド
- ハリウッド俳優#2 - キューバ・グッディング・Jr